# Milton Windler
Milton „Milt” Windler (n. 10 ianuarie 1932, Hampton⁠(d), Virginia, SUA) este un fost director de zbor NASA, actualmente pensionat. El este cel mai bine cunoscut pentru munca sa ca fiind unul dintre cei patru directori de zbor ai misiunii Apollo 13, cei cărora li s-a acordat Medalia Prezidențială a Libertății de către președintele Richard M. Nixon pentru munca lor în ghidarea navei spațiale avariate și aducerea ei în siguranță înapoi pe pământ.

## Biografie
Fost pilot de vânătoare pe un avion, a început să lucreze la NASA în 1959, în timpul proiectului Mercury. Inițial a lucrat în Divizia de recuperare, apoi a fost promovat Director de zbor de către Christopher C. Kraft Jr. pentru a-l sprijini pe Gene Kranz, care a dobândit responsabilități suplimentare în lunile următoare incendiului de pe Apollo 1. Windler, de asemenea, a servit ca director de zbor pentru Apollo 8, Apollo 10, Apollo 11, Apollo 14, Apollo 15, și toate cele trei misiuni Skylab.
Ca urmare a încheierii programului Apollo, Windler a lucrat în biroul proiectului Space Shuttle pe sistemele de operațiuni telemanipulatoare⁠(<span title="Remote manipulator|telemanipulatoare la Wikidata">d) până în 1978. El este un beneficiar al NASA Excepționale Service Medal⁠(d).

## Legături externe
- New Mexico State University Apollo 14 Commemoration Arhivat în 2 septembrie 2017, la Wayback Machine.
- NASA Roster of Flight Directors for the Apollo Program